# Semolina
för fjärilsarten se Semolina leucotricha.
Semolina är ett samlingsnamn på olika krossade sädesslag.

## Etymologi
Ordet kommer från italienska och betyder ”halvmald”, då det italienska namnet "semola" betyder "kli".

## Beståndsdelar
När man maler mjöl krossar man först kornen för att sålla bort kliet och grodden. Krosset som är kvar är semolina. Det kan användas som det är eller malas till mjöl. Semolina kan därför betyda ett halvmalt mjöl på vilket sädesslag som helst: vete, durum, ris, majs. Couscous och bulgur är andra varianter på semolina. Polentagryn är semolina på majs.

## Mannagryn
Vetekross är vanligast och kallas mannagryn på svenska. När det står "semolina" eller "semolinamjöl" i ett recept är det oftast mannagryn som avses.

## Durum
I italienska recept där "semolina " eller "semolinamjöl" förekommer så är det vetemjöl av durum som avses.